# 陳氏玉嬪
陳氏玉嬪（越南语：／，?—?），越南鄭阮紛爭時期鄭主仁王鄭棡的次妃。
陳氏玉嬪是懿安县添禄社人。她的生卒年不详。滚郡公之女，大王陈公桓之孙女。陳氏玉嬪為鄭棡生下兒子丽郡公，她的姐姐陳氏玉琰也是鄭棡的次妃。陳氏玉嬪去世后葬在清池县定功社下村，谥号慈淑。